# Présent historique
Le présent historique, aussi appelé présent de narration, est l'emploi de l'indicatif présent dans une phrase ou un texte relatant des événements passés du point de vue du narrateur. L’emploi de ce temps verbal est fréquent dans le discours journalistique et historiographique.
Il se distingue du présent « de vérité générale » — également appelé « omnitemporel » ou « gnomique » —, qui indique qu'un fait est vrai dans sa globalité, quel que soit le moment où on le considère. Exemples : « René Descartes est un philosophe français » ; « La poitrine de La Liberté guidant le peuple est à demi dénudée. »

## Usage
Le présent historique fait partie, avec le présent de reportage, de l’emploi non déictique d’un temps verbal de nature déictique. La fonction déictique étant de renvoyer au moment de l’énonciation, le rôle du présent historique est celui d’un actualiseur narratif/discursif du passé qui intervient afin d’interrompre la séquence temporelle d’un passé révolu. L’alternance entre le présent et temps du passé comme pivots de la trame événementielle permet de ménager des effets de contraste pour mettre en évidence un épisode particulier de la narration. Le présent historique ne peut occuper à lui seul l’espace narratif et doit être employé en association avec d'autres temps : imparfait, plus-que-parfait et futur historique.
Le présent historique est généralement introduit par des temps du passé, pour relater un fait qui a eu lieu dans un passé plus ou moins éloigné, en le présentant comme s'il était en train de se produire au moment où l'on parle. Il est souvent employé pour donner une vivacité particulière au récit. La Fontaine l'utilisait volontiers : « On lui lia les pieds, on vous le suspendit ; / Puis cet homme et son fils le portent comme un lustre. »
Lorsque le présent historique est associé à un temps passé, le présent doit exprimer les faits essentiels, et le passé, les faits accessoires, les explications :

« Je regardais avec inquiétude la lumière des lampes presque consumées qui menaçaient de s'éteindre. Tout à coup une harmonie semblable au chœur lointain des esprits célestes sort du fond de ces demeures sépulcrales : ces divins accents expiraient et renaissaient tout à tour; ils semblaient s'adoucir encore en s'égarant dans les routes tortueuses du souterrain. Je me lève et je m'avance… »

Expansion du procédé : « cet emploi du présent s'est généralisé au cours de la période plus récente. » En fait, le présent de l’indicatif possède aujourd’hui « une valeur nulle qui le rend propre à s’employer dans un énoncé situant le procès à n’importe quelle époque. » Cette valeur omnitemporelle du présent lui permet d'être utilisé dans n'importe quel contexte temporel. La dimension temporelle est alors indiquée en joignant à la forme verbale une date ou un adverbe de temps : 

« Pierre arrive demain. »

« En 1789, le peuple de Paris prend la Bastille. »

« À partir du VIIIe siècle, la péninsule, jusqu'alors assez isolée, s'ouvre à des influences nouvelles, venues de la mer et d'Orient. »

Pour marquer des relations d'antériorité entre divers événements ou une disparité temporelle, le présent historique est utilisé en combinaison avec le passé simple ou le passé composé :

« Cette autonomie déplaît à l'empereur d'Orient, qui cherche de plus à éloigner les Ostrogoths, qui ravagent les Balkans. Ce peuple, de religion arienne, est dirigé par Théodoric, qui a passé sa jeunesse comme otage à Byzance, et connaît donc bien l'administration romaine, mais dont les ambitions dépassent celles d'un délégué de l'empereur. Il entre en Italie, envoyé par celui-ci, en 489, et supprime Odoacre en 493. »

« Les Villanoviens caractérisent le premier âge du Fer, avec leurs tombes à incinération. Leur expansion fut considérable entre 950 et 500 environ. En Italie du Sud, leur civilisation se mêle à la Fossakultur, parfois très riche, comme en Campanie. »

Utilisé seul dans une phrase, le présent dénote l’actuel et ne peut être historique. La nécessité de marquer les relations d'antériorité ou la disparité temporelle de plusieurs événements exige l’application du présent historique à au moins deux verbes pour contextualiser l’évènement à l’intérieur d’un autre évènement :

« Alphonse Baudin est député de l’Ain au moment où le prince-président réalise son coup d’État. »

mais : « Montaigne a été maire de Bordeaux à deux reprises. »
Le présent historique ne peut pas non plus être introduit par un présent de vérité générale :
« Charles de Gaulle est un général français. Il est Président de la République. » laisse supposer qu’il est encore actuellement Président de la République.
« Charles de Gaulle est un général français. Il a été Président de la République. » Il est clair qu’il ne l’est plus.

## Concordance
Le présent historique est contraint par la concordance à partager l’espace narratif avec d’autres temps. L’usage du présent historique s’inscrit dans un mode énonciatif qui fait évoluer l’énonciation de l’histoire du sous-système verbal : « plus-que-parfait ; aoriste ; imparfait » à celui du « passé composé ; présent ; futur » :

« L’Angleterre avait toujours été dépendante du commerce maritime pour sa prospérité. Napoléon savait que c’est là qu’il devait frapper lorsqu’il a instauré le blocus continental. »

 devient :
« L’Angleterre a toujours été dépendante du commerce maritime pour sa prospérité. Napoléon sait que c’est là qu’il devra frapper lorsqu’il instaurera le blocus continental. »
De même : 
« En 1789, le peuple de Paris prend la Bastille. La garnison résiste pendant une heure et demie. La foule massacre le gouverneur sur le chemin de l’hôtel de ville. » Les évènements paraissent se dérouler tous en même temps, voire ne pas être reliés.
« En 1789, le peuple de Paris prend la Bastille. La garnison a résisté pendant une heure et demie. La foule massacrera le gouverneur sur le chemin de l’hôtel de ville. » La chronologie et le lien entre les évènements sont actés par le sous-système verbal « passé composé ; présent ; futur ».
Le « futur historique » suscite de fortes réactions normatives, en raison des effets secondaires non maîtrisés, comme celui de la prolepse, paradoxal dans la relation d’événements passés, susceptibles d’entraver la compréhension que son usage engendre, sous couvert de faciliter la lecture, surtout chez les lecteurs les plus jeunes.

## Subjectivité
Les temps du passé offrent un point de vue objectif, car ils mettent les évènements à distance en les dépeignant comme perçus de l’extérieur :

« Les opposants au général de Gaulle l’ont traité de dictateur. »

 Le présent offre, en revanche, un point de vue subjectif sur l’Histoire en train de se faire en dépeignant les évènements comme perçus de l’intérieur, en cours d’accomplissement :

« Les opposants au général de Gaulle le traitent de dictateur. »

La subjectivité du présent résulte de l’effet de suspense ou de tension narrative créés par les temps imperfectifs.

Le présent historique rend également inopérante l’opposition aspectuelle sécant/non-sécant, l’aspect sécant envisageant l’action saisie à un moment précis de son déroulement, et l’aspect non-sécant envisageant l’action globalement, considérée de l’extérieur comme un tout indivisible. Comparer :

« Napoléon savait ce qu’il faisait quand il a calqué le droit coutumier sur le droit romain. »

« Napoléon sait ce qu’il fait quand il calque le droit coutumier sur le droit romain. »

## Oppositions aspectuelles
En présentant le fait comme s'il était en train de se produire au moment où l'on parle, l’aspect imperfectif du présent présente l’inconvénient de paraître prolonger le temps de l’action jusqu’à celui de l’énonciation :

« Erik Satie vit toujours dans la misère. »

Seul un temps perfectif peut indiquer qu’Erik Satie a cessé de vivre :

« Erik Satie a toujours vécu dans la misère. »

Les possibilités de mise en relief permises par la narration au passé sont absentes de la narration au présent, alors que la narration au passé permet de relater les faits de premier plan constituant la trame événementielle proprement dite, tandis que l’imparfait exprime l’arrière-plan, cadre et les circonstances accessoires :
« Molière découvre que son véritable talent est dans la comédie, même s’il n’abandonne pas encore tout espoir d’être reconnu comme acteur tragique. » La découverte et l’espoir sont mis sur le même plan.
« Molière a découvert que son véritable talent était dans la comédie, même s’il n’abandonnait pas encore tout espoir d’être reconnu comme acteur tragique. » La découverte prévaut clairement sur l’espoir.
Le présent historique rend inopérant l’opposition aspectuelle sécant/non-sécant permise par le caractère anaphorique de l'imparfait :
« Staline qui se croit protégé de l’Allemagne nazie par le traité de non-agression, est pris de court lorsque la Wehrmacht envahit l’URSS. » laisse à penser qu’il continue de se croire protégé, même après l’invasion.
« Staline qui se croyait protégé de l’Allemagne nazie par le traité de non-agression, a été pris de court lorsque la Wehrmacht a envahi l’URSS. » Il se croyait protégé jusqu’à l’invasion, qui le détrompe.
En l'absence d’opposition aspectuelle, le récit au présent historique perd tout étalement « en profondeur ». Dans cette phrase : « La commission d’urbanisme commercial donne un avis défavorable, mais le préfet est seul juge : il appuie le projet. », le présent ne permet pas de lever l’ambiguïté : si « le préfet fut seul juge », alors il a indûment pris cette décision de son propre chef, mais si « le préfet était seul juge », il n’a fait qu’exercer les prérogatives liées à sa fonction.